# Barlamane
Barlamane ou Barlamane.com (en arabe : برلمان.كوم) est un média électronique marocain de langue arabe, fondé en 2013 par Mohammed Khabbachi, ancien directeur de communication au ministère de l'Intérieur, et ancien responsable de la Maghreb Arabe Presse.
Mohammed Khabbachi apparaît dans les papiers dits «Chris Coleman», une fuite massive de documents confidentiels en provenance de la DGED (services secrets extérieurs marocain), comme étant un honorable correspondant de cette centrale d'espionnage.